# Anaxibia (Nymphe)
Anaxibia (altgriechisch Ἀναξίβια Anaxíbia) ist in der griechischen Mythologie eine indische Nymphe.
Als Helios sie im Tanz versunken sah, erfasste ihn Sehnsucht und er verfolgte sie mit dem Ziel, sie zu vergewaltigen. Anaxibia aber floh in das Heiligtum der Artemis Orthia, das sich auf einem Berggipfel, Koryphe, nahe dem Ganges befand, und verschwand. Helios, der sie nicht auffinden konnte, stieg aus Gram von diesem Berge auf, der fortan von den Einheimischen Anatole, der Aufgang, genannt wurde.